# 黃志峰 (加拿大政治人物)
黃志峰 PC MP（1981年4月2日—），加拿大政治人物，2015年起以加拿大自由黨黨員身份擔任加拿大國會下議院本拿比北—西摩選區議員，並從2023年至2025年間在賈斯汀·杜魯多内閣中出任聯邦公民服務部長。1999年至2002年間他則任乃磨市議員，為卑詩省年紀最輕的民選公職當選人。

## 背景
黃志峰生於卑詩省溫哥華島科莫克斯，1999年當選乃磨市議員，當時年僅18歲的他為卑詩省年紀最輕的民選公職當選人。他在三年市議員任期屆滿後未有尋求連任，遷居本拿比並到西門菲沙大學進修商科和經濟，畢業後於阿奎利尼投資集團（Aquilini Investment Group）出任商業發展總監至2008年。他修讀牛津大學工商管理碩士線上課程時創立科技公司，2012年入選《卑詩商業雜誌》20間最具創新性公司之一。他亦曾於西門菲沙大學和卑詩大學任職客席教授，講授創業和財務課程。
他於2013年與拉維·班薩爾（Ravi Bansal）結婚，兩人育有兩名女兒。

## 國會議員
黃志峰於2014年7月贏取加拿大自由黨本拿比北—西摩選區候選人資格，在2015年聯邦大選中代表自由黨贏取該議席，首度晉身下議院。大選後他獲任命為科學部長國會秘書，2017年1月改任漁業及海洋部及加拿大海岸警衛隊部長國會秘書，2018年8月則改任交通部長國會秘書。
2019年聯邦大選，黃志峰擊敗於1979年至2004年間任職本拿比國會議員的新民主黨候選人羅思安，連任本拿比北—西摩選區議員。他於2019年12月12日再度獲任為漁業及海洋部及加拿大海岸警衛隊部長國會秘書，並於2020年2月4日獲選為聯邦自由黨太平洋黨團主席。
他於2021年聯邦大選以39.4%得票連任，同年12月3日獲任為副總理兼財政部長方慧蘭的國會秘書。總理賈斯汀·杜魯多於2023年7月改組內閣，黃志峰首度成為閣員，出任新設的公民服務部長。然而該項職務於2025年3月隨著馬克·卡尼繼任總理而告裁撤，黃志峰亦重返下議院後座。
2025年聯邦大選，黃志峰以59.1%得票連任。

## 獎項
- 最佳政治家: 2023 [22] 及 2024年度 [23] Best of Burnaby 得獎者
- 加拿大最佳選區國會議員: 2023 [24] 及 2024年度投選勝出者  [25]  由 Hill Times 評選
- 加拿大最勤奮國會議員: 2023年度投選勝出者 [24] 由 Hill Times 評選
- 加拿大最佳工作對象國會議員: 2024年度投選勝出者 [25]  由 Hill Times 評選
- 年度國會議員公民參與獎: Maclean's Magazine 2018年度得獎者  [26]
- Belzberg Blaney 卓越服務獎: Action Canada 2024年度得獎者  [27]

## 外部連結
- （英文）黃志峰 (加拿大政治人物) – 加拿大国会传记